# Pîsmenne
Pîsmenne (în ucraineană Письменне) este o așezare de tip urban din raionul Vasîlkivka, regiunea Dnipropetrovsk, Ucraina. În afara localității principale, mai cuprinde și satele Dibrivka, Ivanivske, Kirovske, Lubeanți, Novoivanivka, Rubanivske, Șevcenkivske, Solonți, Verbivske, Voronizke, Vozvratne și Zelenîi Hai.

## Demografie
Componența lingvistică a așezării de tip urban Pîsmenne
     Ucraineană (94,54%)
     Rusă (5,23%)
     Alte limbi (0,23%)
Conform recensământului din 2001, majoritatea populației așezării de tip urban Pîsmenne era vorbitoare de ucraineană (94,54%), existând în minoritate și vorbitori de rusă (5,23%).